# Paul Gerber (Physiker)

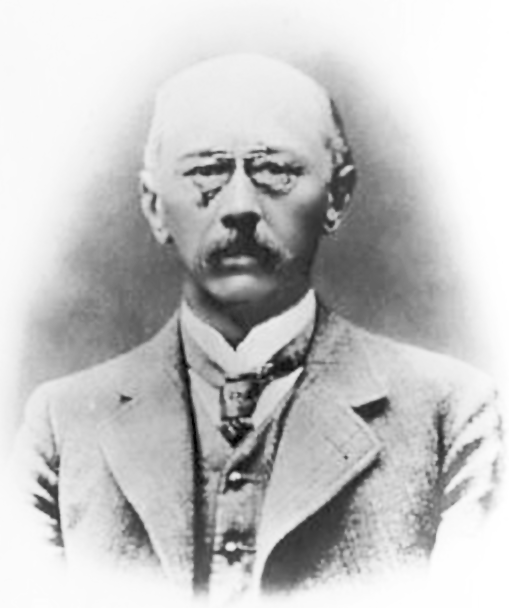
Paul Gerber am Anfang des 20. Jahrhunderts

Carl Ludwig Paul Gerber (* 1. Januar 1854 in Berlin; † 13. August 1909 in Freiburg im Breisgau) war ein deutscher Physiker. Bekannt wurde er vor allem durch seine kontrovers diskutierte Arbeit zur Geschwindigkeit der Gravitation und der Periheldrehung des Merkur (1898).

## Leben
Paul Gerber wurde als erstes Kind seiner Eltern Carl August Gerber und Dorothee Charlotte, geborene Kriesmann, geboren, die beide im Jahr 1825 geboren worden waren und im April 1853 in Berlin geheiratet hatten. Seine Taufe fand am 19. Februar 1854 in der Kirche Sankt Jakobi in Berlin statt. Er hatte vier Schwestern und einen Bruder, von denen mindestens vier das erste Lebensjahr nicht überlebten.
Gerber studierte von 1872 bis 1875 in Berlin. 1877 wurde er Lehrer am Realgymnasium in Stargard in Pommern.

## Gravitation

### Grundlagen
Basierend auf den elektrodynamischen Grundgesetzen von Wilhelm Eduard Weber, Carl Friedrich Gauß, Bernhard Riemann, der sog. (Weber-Elektrodynamik) wurden zwischen 1890 und 1900 einige Versuche gemacht, die Gravitation mit einer endlichen Ausbreitungsgeschwindigkeit zu kombinieren und dabei die beobachtete Perihel-Verschiebung des Merkur zu bestimmen. Dabei gelang es Maurice Lévy (1890), durch Kombination des weberschen und riemannschen Grundgesetzes die korrekte Periheldrehung abzuleiten. Da sich diese zugrunde gelegten Gesetze jedoch mit der Zeit als unbrauchbar erwiesen (z. B. wurde die webersche durch die maxwellsche Elektrodynamik abgelöst), wurden diese Hypothesen nicht mehr weiterverfolgt.
Eine Variation dieser aus heutiger Sicht überholten Bemühungen (ohne jedoch direkt auf der weberschen Elektrodynamik zu beruhen) stellte Gerbers 1898 und 1902 aufgestellte Theorie dar. Unter der Annahme, dass sich das Gravitationspotential mit einer endlichen Geschwindigkeit ausbreitet, gelangte er zu folgendem Ausdruck für das geschwindigkeitsabhängige Potential:
{\displaystyle V={\frac {\mu }{r\left(1-{\frac {1}{c}}{\frac {\mathrm {d} r}{\mathrm {d} t}}\right)^{2}}}}
Mit Hilfe des binomischen Satzes bis zur zweiten Potenz folgt:
{\displaystyle V={\frac {\mu }{r}}\left[1+{\frac {2}{c}}{\frac {\mathrm {d} r}{\mathrm {d} t}}+{\frac {3}{c^{2}}}\left({\frac {\mathrm {d} r}{\mathrm {d} t}}\right)^{2}\right]}
Von diesem geschwindigkeitsabhängigen Potential folgt die generalisierte Kraft {\displaystyle K} als Funktionalableitung
{\displaystyle K={\frac {\mathrm {d} V}{\mathrm {d} r}}-{\frac {\mathrm {d} }{\mathrm {d} t}}{\frac {\mathrm {d} V}{\mathrm {d} {\dot {r}}}}},
wo {\displaystyle {\dot {r}}={\frac {\mathrm {d} r}{\mathrm {d} t}}} die Geschwindigkeit bezeichnet. Diese Kraft setzt Gerber in die Newtonschen Bewegungsgleichungen ein und gelangt nach einigen elementaren Umformungen zu dem Resultat, dass für
das Verhältnis zwischen der Geschwindigkeit der Gravitation (c) und der Perihelverschiebung (Ψ) gilt:
{\displaystyle c^{2}={\frac {6\pi \mu }{a(1-\epsilon ^{2})\Psi }}}
wo
{\displaystyle \mu ={\frac {4\pi ^{2}a^{3}}{\tau ^{2}}}}, und ε=Exzentrizität, a=Große Halbachse, τ=Umlaufzeit.
Daraus errechnete Gerber eine Ausbreitungsgeschwindigkeit des Potentials von ca. 305 000 km/s, also praktisch Lichtgeschwindigkeit.

### Kontroverse
Gerbers obige Formel ergibt nun für die Perihelverschiebung:
{\displaystyle \Psi =24\pi ^{3}{\frac {a^{2}}{\tau ^{2}c^{2}(1-\epsilon ^{2})}}}
1916 bemerkte der Einstein- und Relativitätsgegner Ernst Gehrcke,  dass dieser Ausdruck formal identisch mit Albert Einsteins genäherter Formel für die Allgemeine Relativitätstheorie (veröffentlicht 1915) ist.
{\displaystyle \epsilon =24\pi ^{3}{\frac {a^{2}}{T^{2}c^{2}(1-e^{2})}}}.
Gehrcke ließ deswegen Gerbers Arbeit von 1902 in den Annalen der Physik (1917) neu abdrucken, mit der Absicht, die Priorität Einsteins zu untergraben und auf einen möglichen Plagiat hinzuweisen. Nach Roseveare, Klaus Hentschel und Albrecht Fölsing wurden diese Behauptungen sofort zurückgewiesen, da bereits kurz nach dem Neuabdruck von Gerbers Arbeit Gegendarstellungen erschienen, wonach trotz der richtigen Formel die Theorie Gerbers unbrauchbar war. Zum Beispiel nach Hugo von Seeliger und Max von Laue sind Gerbers Ergebnisse nicht mit den Voraussetzungen seiner eigenen Theorie in Übereinstimmung zu bringen beziehungsweise gar nur „mathematische Fehler“. Während Seeliger in einem zweiseitigen Brief in den Annalen der Physik die Funktionalableitung des Gerberschen Potentials als Rezept zum Herleiten der geschwindigkeitsabhängigen Kraft mokiert, kritisiert Laue ebenso in einem zweiseitigen Brief im selben Journal und später in Die Naturwissenschaften das seiner Auffassung nach unphysikalische Gerbersche Potential, welches keinerlei Ähnlichkeit mit retardierenden Potentialen aufweist. Und Einstein schrieb (in dieser teils polemisch geführten Debatte) 1920:

„Herr Gehrcke will glauben machen, daß die Perihelbewegung des Merkur auch ohne Relativitätstheorie zu erklären sei. Es gibt da zwei Möglichkeiten. Entweder man erfindet besondere interplanetare Massen. [...] Oder aber man beruft sich auf eine Arbeit von Gerber, der die richtige Formel für die Perihelbewegung des Merkur bereits vor mir angegeben hat. Aber die Fachleute sind nicht nur darüber einig, daß Gerbers Ableitung durch und durch unrichtig ist, sondern die Formel ist als Konsequenz der von Gerber an die Spitze gestellten Annahmen überhaupt nicht zu gewinnen. Herrn Gerbers Arbeit ist daher völlig wertlos, ein mißglückter und irreparabler theoretischer Versuch. Ich konstatiere, daß die allgemeine Relativitätstheorie die erste wirkliche Erklärung für die Perihelbewegung des Merkur geliefert hat. Ich habe die Gerbersche Arbeit ursprünglich schon deshalb nicht erwähnt, weil ich sie nicht kannte, als ich meine Arbeit über die Perihelbewegung des Merkur schrieb; ich hätte aber auch keinen Anlaß gehabt, sie zu erwähnen, wenn ich von ihr Kenntnis gehabt hätte.“

In der jüngeren Vergangenheit beschäftigte sich auch Roseveare mit dieser Theorie und bezeichnete Gerbers Herleitung als „unklar“, jedoch glaubte er selbst, eine stimmige Herleitung des Gerberschen Potentials gegeben zu haben, wobei deren Richtigkeit allerdings bestritten wird. Doch auch Roseveare verwirft Gerbers Theorie und weist insbesondere darauf hin, dass nach Gerber ein um den Faktor 3/2 zu hoher Wert für die Ablenkung des Lichtes im Gravitationsfeld folgt. Auch die Periheldrehung ergibt einen falschen Wert, wenn die relativistische Masse berücksichtigt wird.